# Часовня святого Николая в Севастополе
Часовня святого Николая (Никольская часовня) — разрушенное религиозное сооружение в Севастополе. Часовня находилась на площади Лазарева. Существовала с 1893 по 1927 год. Принадлежала к Покровскому собору.

## История
Часовня святого Николая была построена в 1893 году на территории современной площади Лазарева в память о неудачном покушении на цесаревича Николая Александровича, будущего российского императора, в японском городе Оцу в 1891 году. Финансировалось строительство за счёт частных пожертвования. Предположительно, собственные средства жертвовал севастопольский купец Феолого.
Строение имело шатровую кровлю с маковкой сверху. Часовня была выполнена в псевдорусском стиле и являлась архитектурной доминантой из-за чего территория вокруг стала называться «площадью с часовней». Находилась рядом с домом Хлудова, разрушенным во время Великой Отечественной войны. Над входом в часовню имелась надпись: «За спасение жизни Государя наследника цесаревича — Япония. 29 апреля 1891». Ежегодно 29 апреля в день покушения проходил крестный ход от часовни до Георгиевского монастыря.
Разрушение часовни произошло в 1927 году, после включение религиозного сооружения в смету на разлом. Сейчас на месте часовни находится клумба.

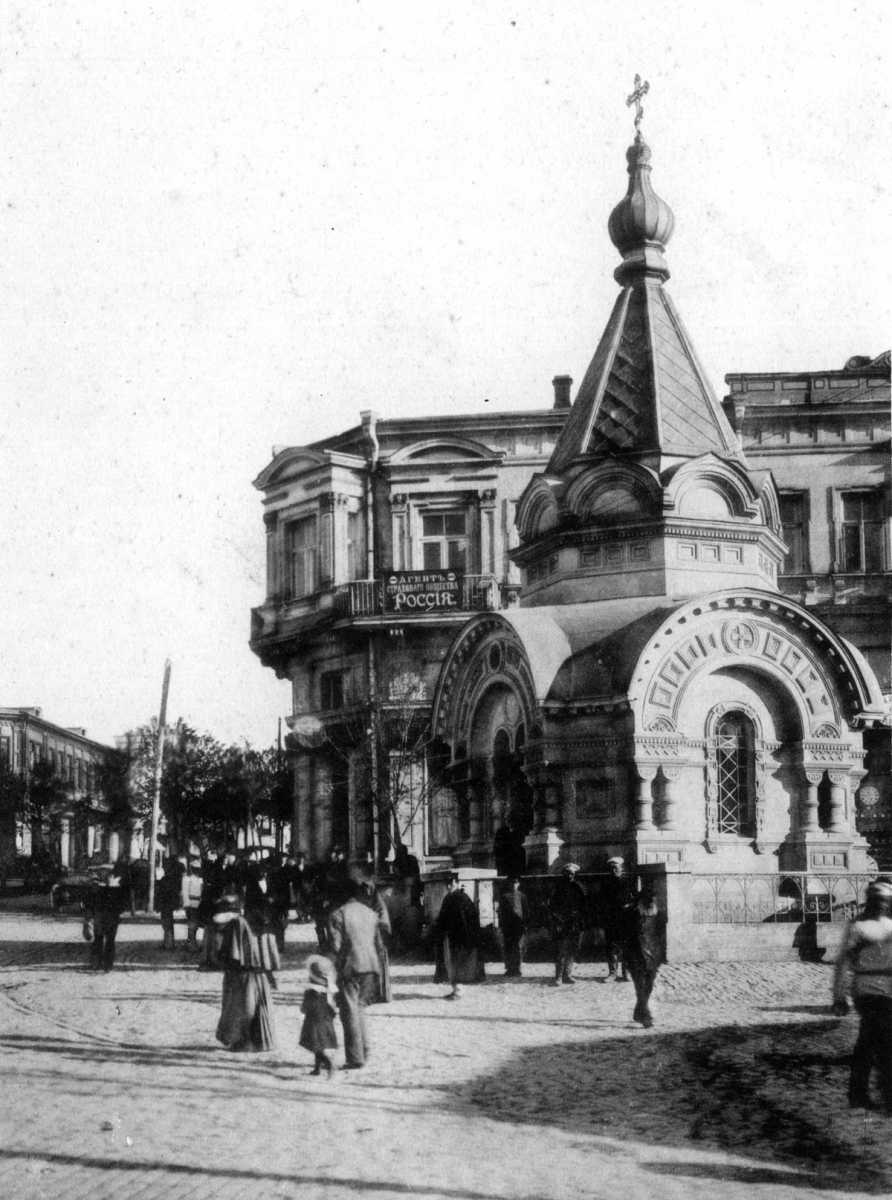
Часовня и дом Хлудова